# Temple luthérien de Metz
Le temple luthérien de Metz (appelée aussi Église protestante luthérienne de Metz) est une église protestante luthérienne situé à Metz. La paroisse est membre de l'Union des Églises protestantes d'Alsace et de Lorraine.

## Histoire

### Contexte historique

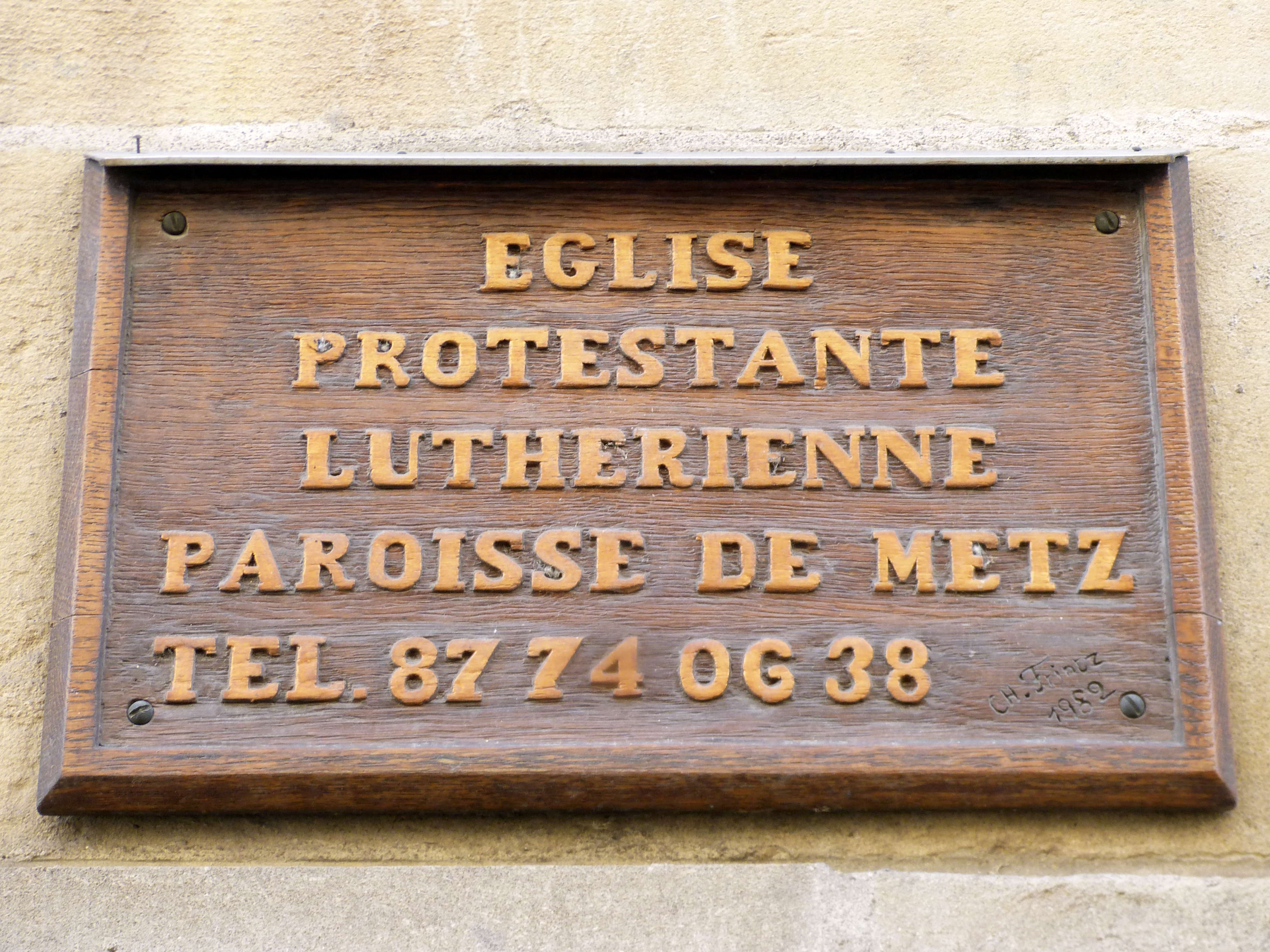
Panneau en bois apposé en 1982 sur la façade

Pendant l’annexion, Metz se transforme sous l’action des autorités allemandes qui décident de faire de son urbanisme une vitrine de l’empire wilhelmien. 
L’éclectisme architectural se traduit par l’apparition de nombreux édifices de style néoroman tels la poste centrale, le temple protestant ou une nouvelle gare ferroviaire ; de style néogothique tels le portail de la cathédrale et le temple de garnison, ou encore de style néorenaissance tel le palais du Gouverneur.

### Construction et aménagements
Le terrain à bâtir est acheté en juin 1892, par un cheminot des chemins de fer. La construction est confiée à l'entreprise Mungenast,. 

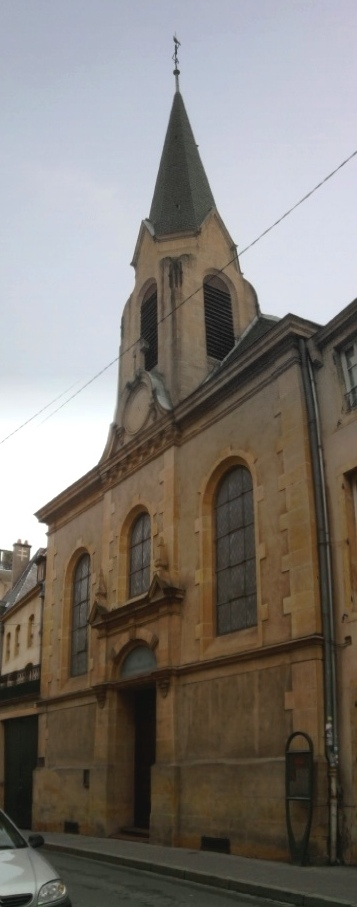
La façade de l'édifice

L’église est construite en 1893 dans un style néo-Renaissance simple et épuré imaginé par l'architecte Schulte. Situé au 41 rue Mazelle dans le quartier Outre-Seille (Ancienne Ville), il est le deuxième lieu de culte protestant construit à Metz, au cours de l’annexion allemande, après le temple de Garnison en 1891, mais avant le Temple neuf en 1904. L'inauguration a lieu le 27 août 1893.
Le temple a un plan basilical et est inséré entre deux immeubles. La configuration étroite et irrégulière de la parcelle sur lequel l'édifice a été bâti explique les trois oculi de forme octogonale percés dans la voûte, pour apporter de la lumière. 
Lors de la construction de l'édifice au XIXe siècle, il a été nécessaire de refaire toutes les fondations, consolider le mur de la maison voisine et surélever le toit pour faciliter l'écoulement des eaux de pluie, nécessitant des mesures d'économie comme remplacer les vitraux colorés par du verre blanc. 

### Culte
L'église luthérienne de Metz pratique l'un des deux cultes protestants reconnus par l'État et implantés géographiquement en Alsace et en Moselle. Elle est paroisse officielle depuis 1896. Plus de 380 familles assistent actuellement au culte, dont certaines résidant à plus de 50 kilomètres de l'église. Hanitra Ratsimanampoka en est la pasteur depuis 2012,. 

## Architecture

### L'extérieur
La façade rue Mazelle est en pierre de Jaumont. 

Extérieur
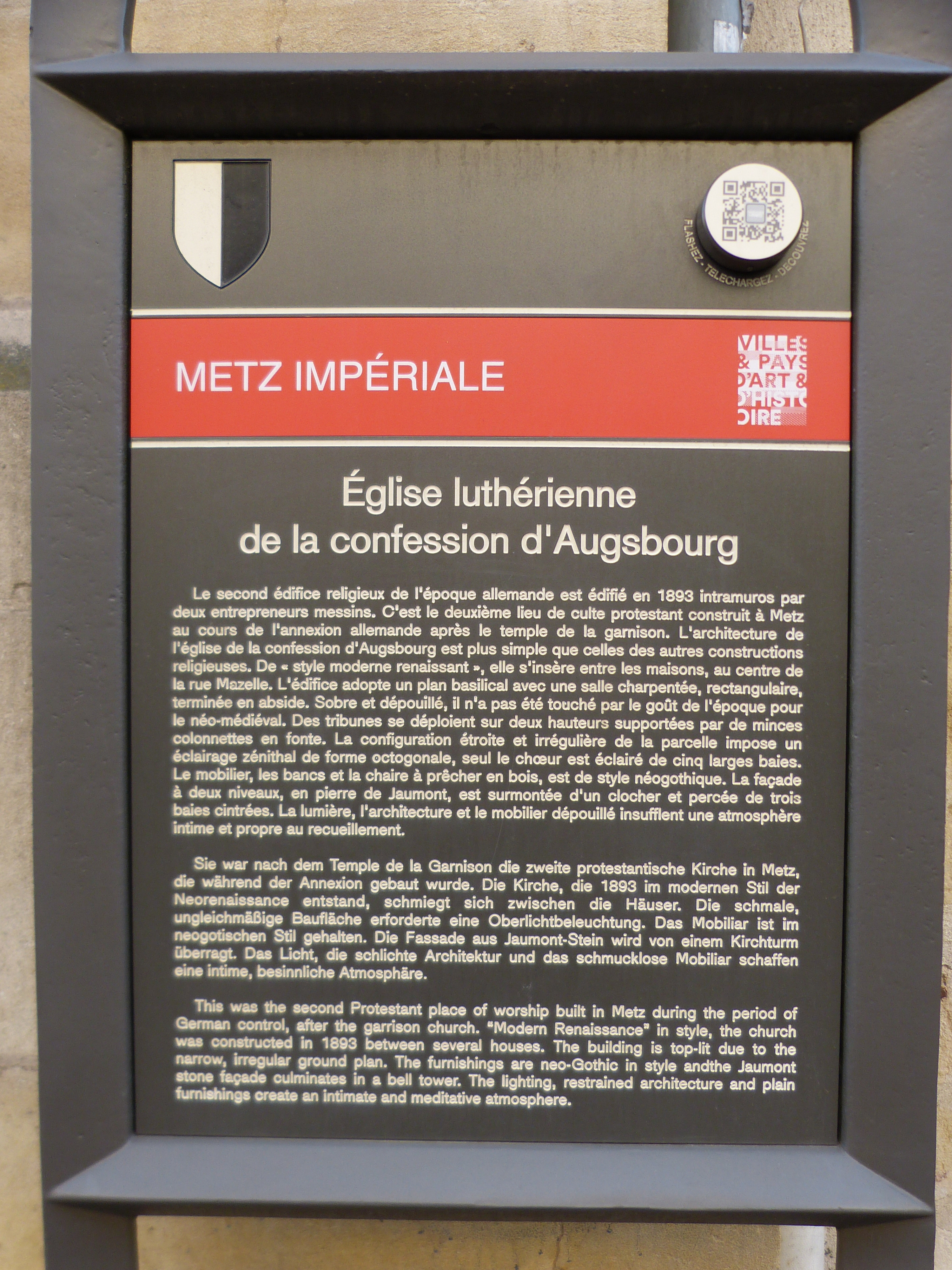
Panneau explicatif
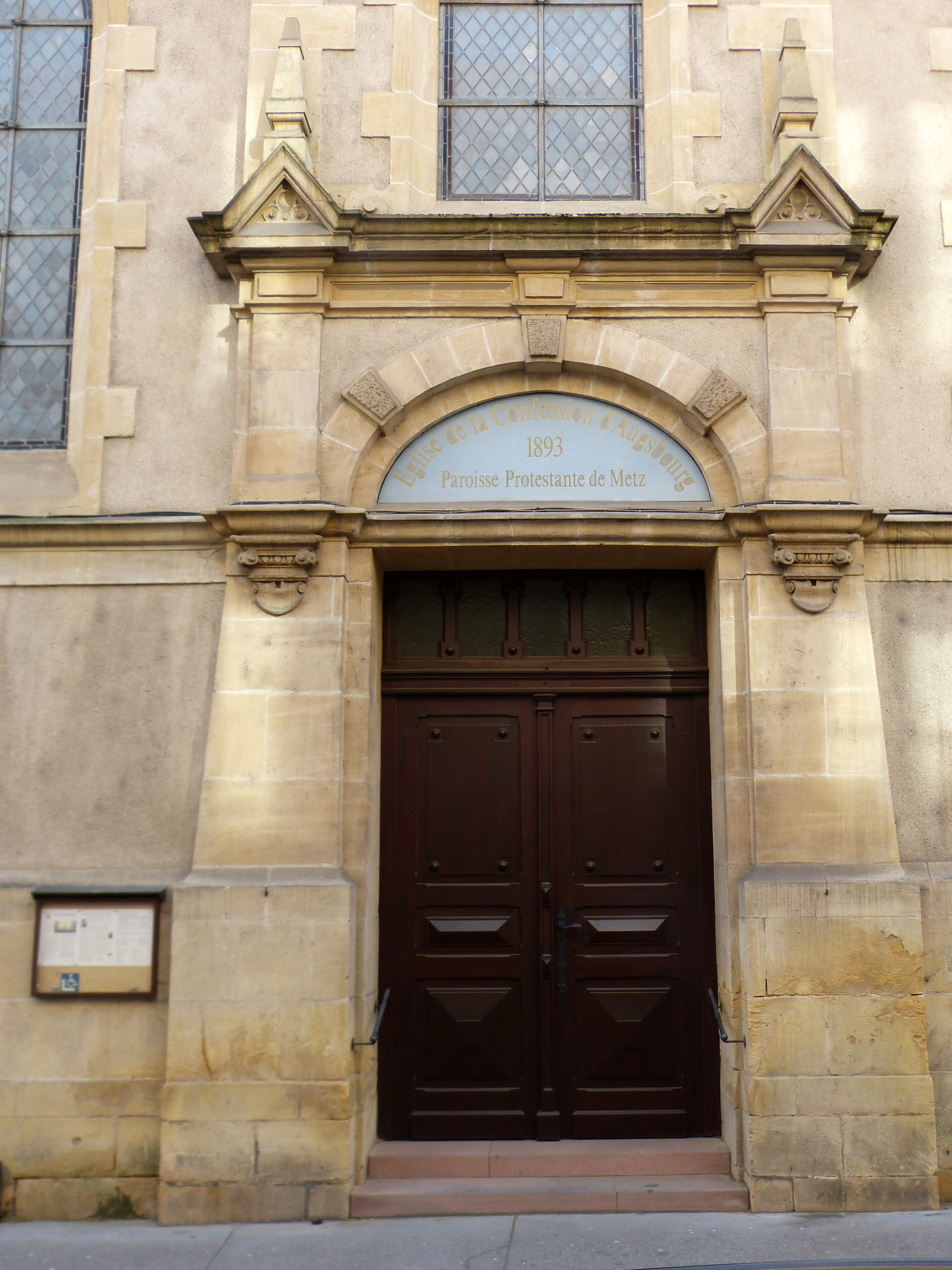
L'entrée : la porte et le fronton
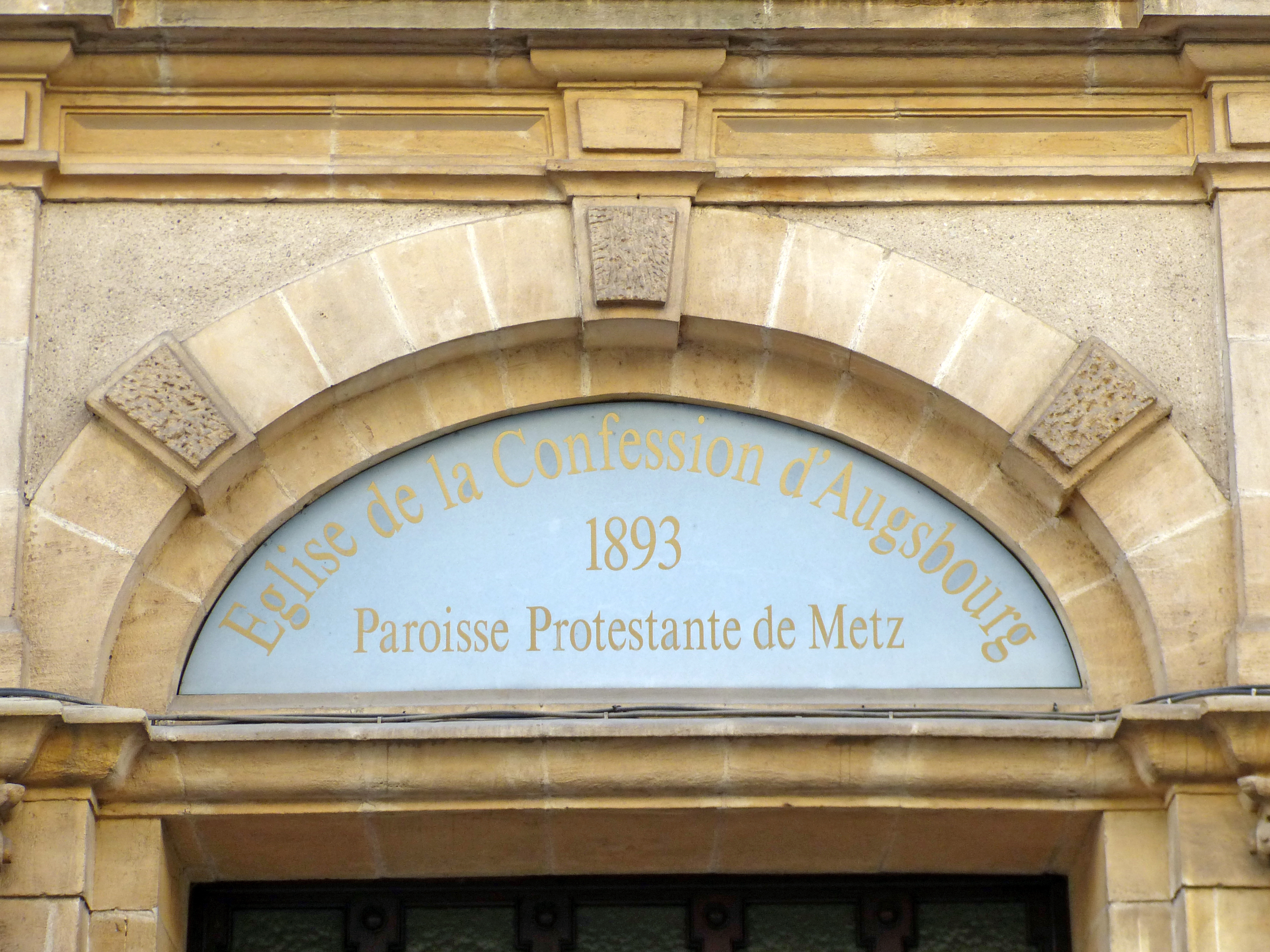
Le fronton avec le nom, l'année et la paroisse
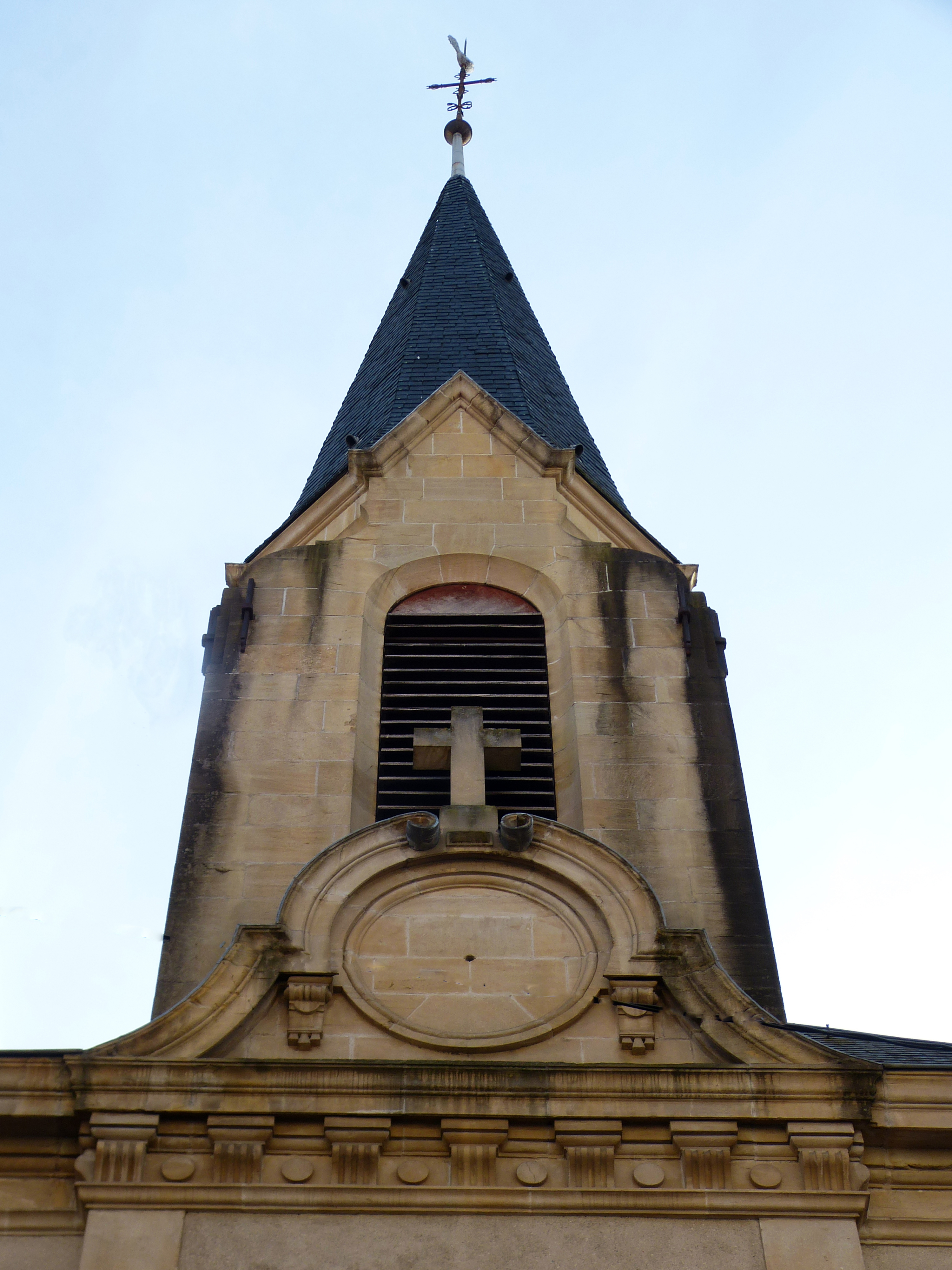
Le clocher

### L'intérieur
À l’intérieur, les tribunes en bois sont disposées sur deux niveaux, supportés par des colonnettes en fonte. Le mobilier, bancs et chaire à prêcher en bois, est de style néogothique. 

Les paroissiens peuvent accéder aux étages durant les offices religieux, ainsi que l'organiste pour rejoindre la console de son instrument. 

Les bancs
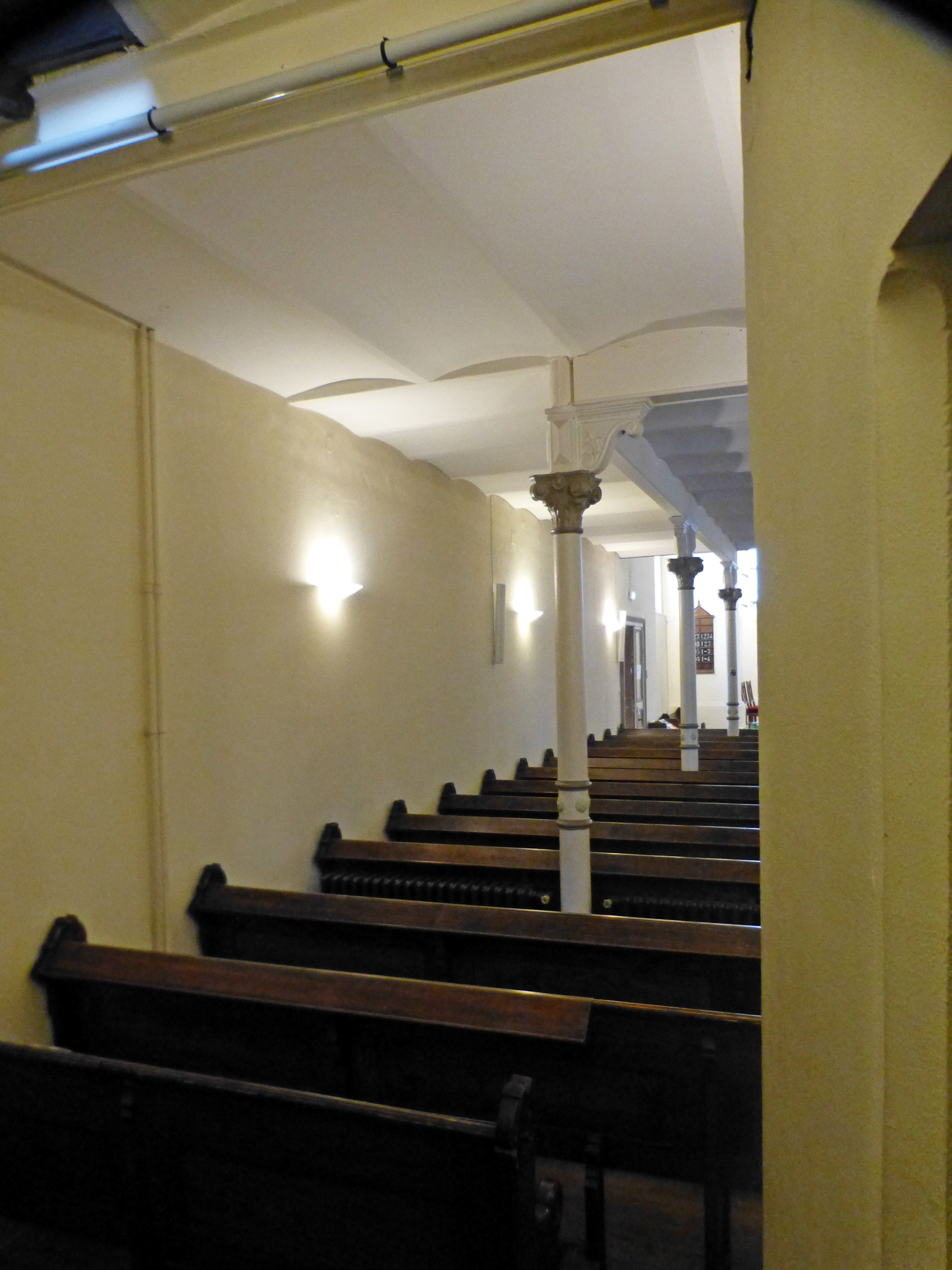
Rez-de-chaussée
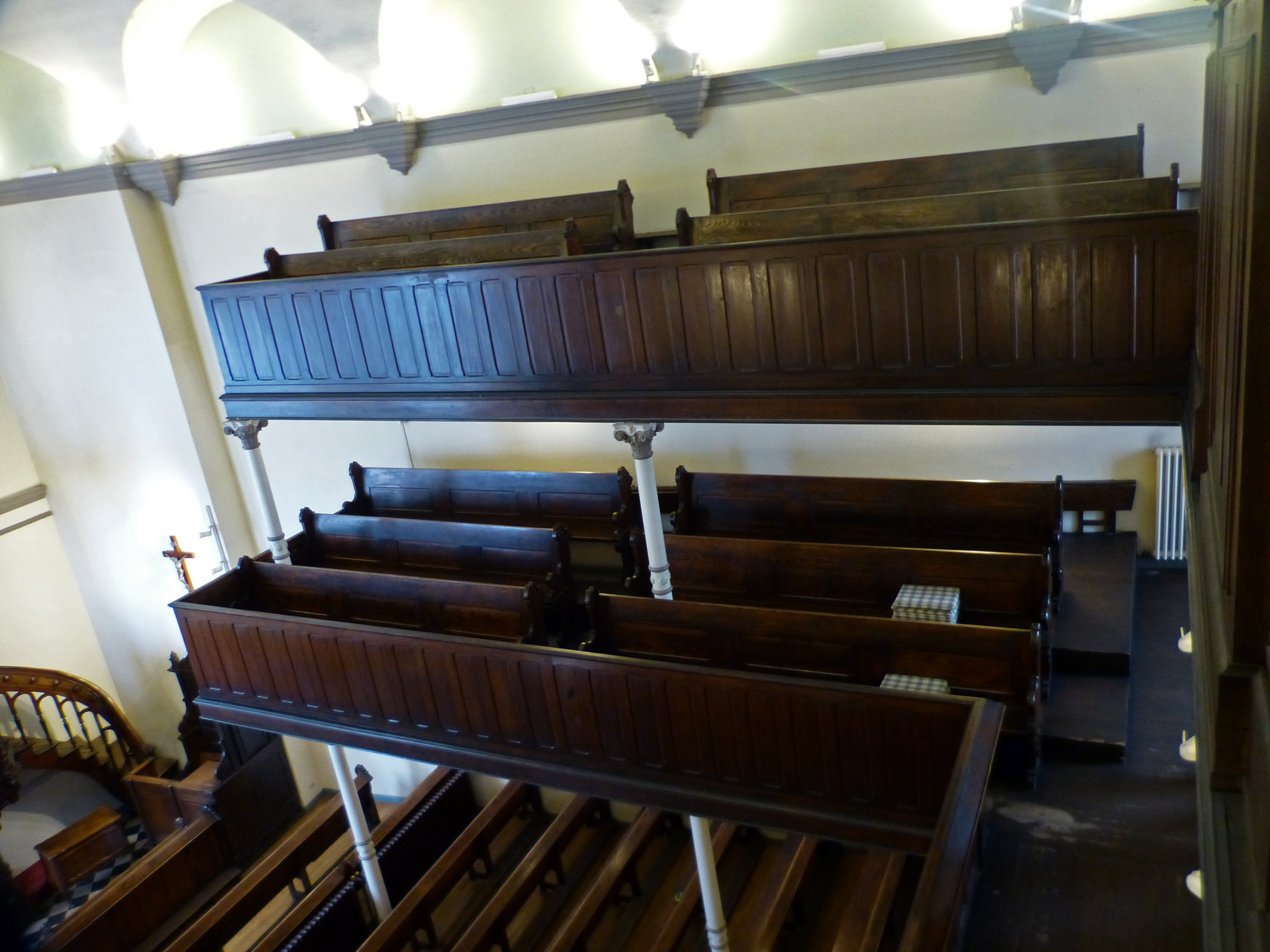
Aux étages
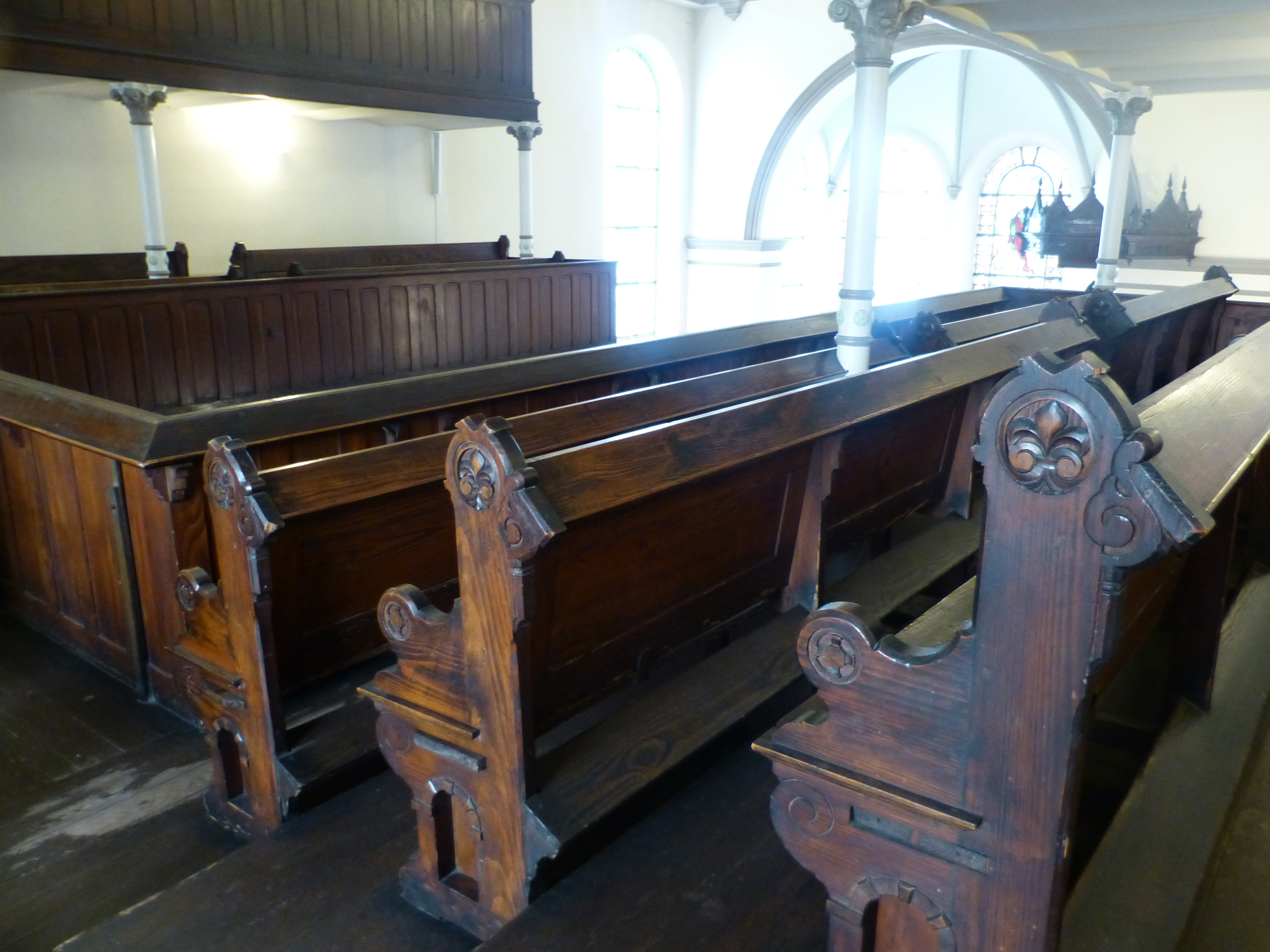
1er étage
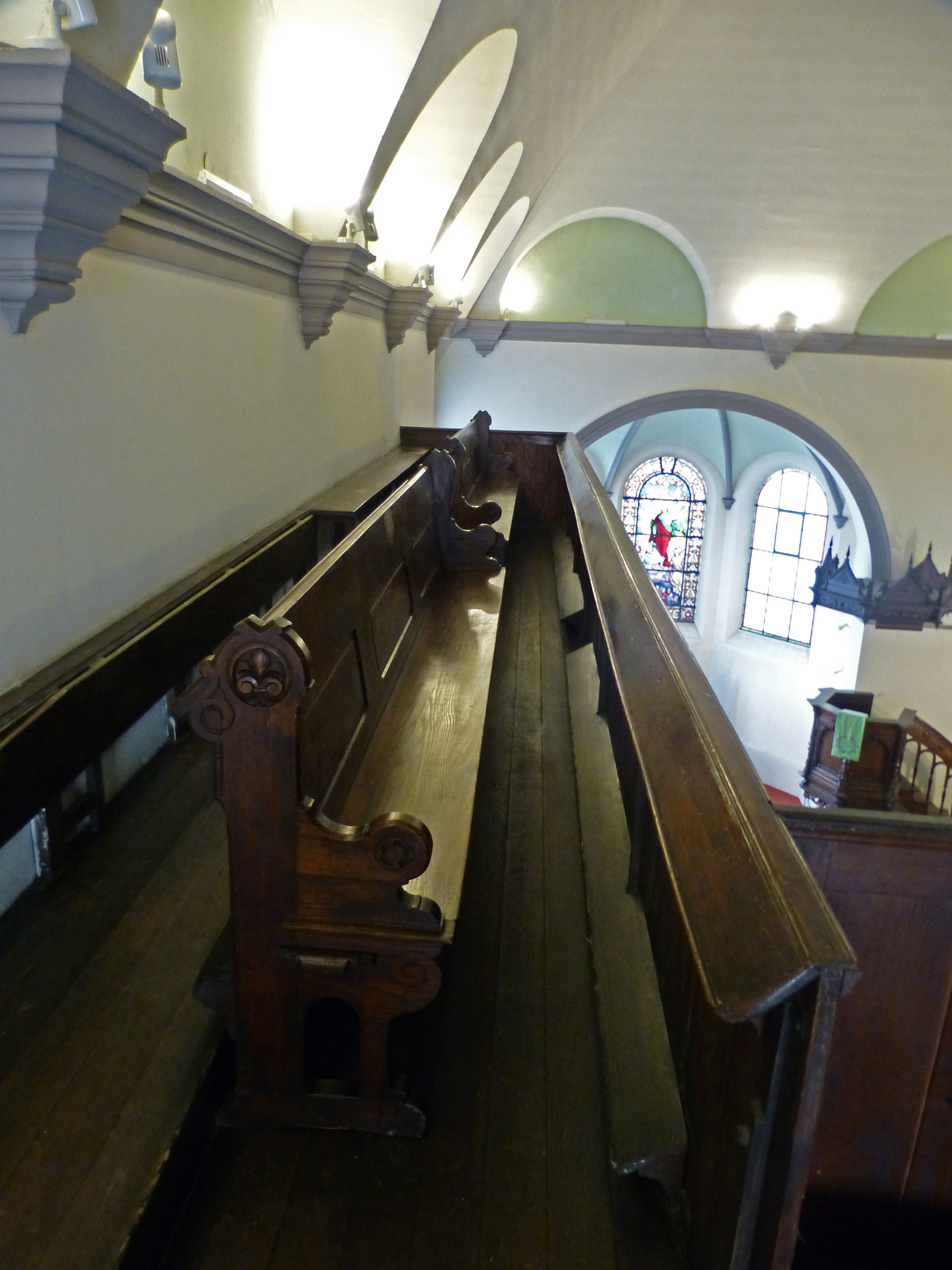
2d étage

Le chœur
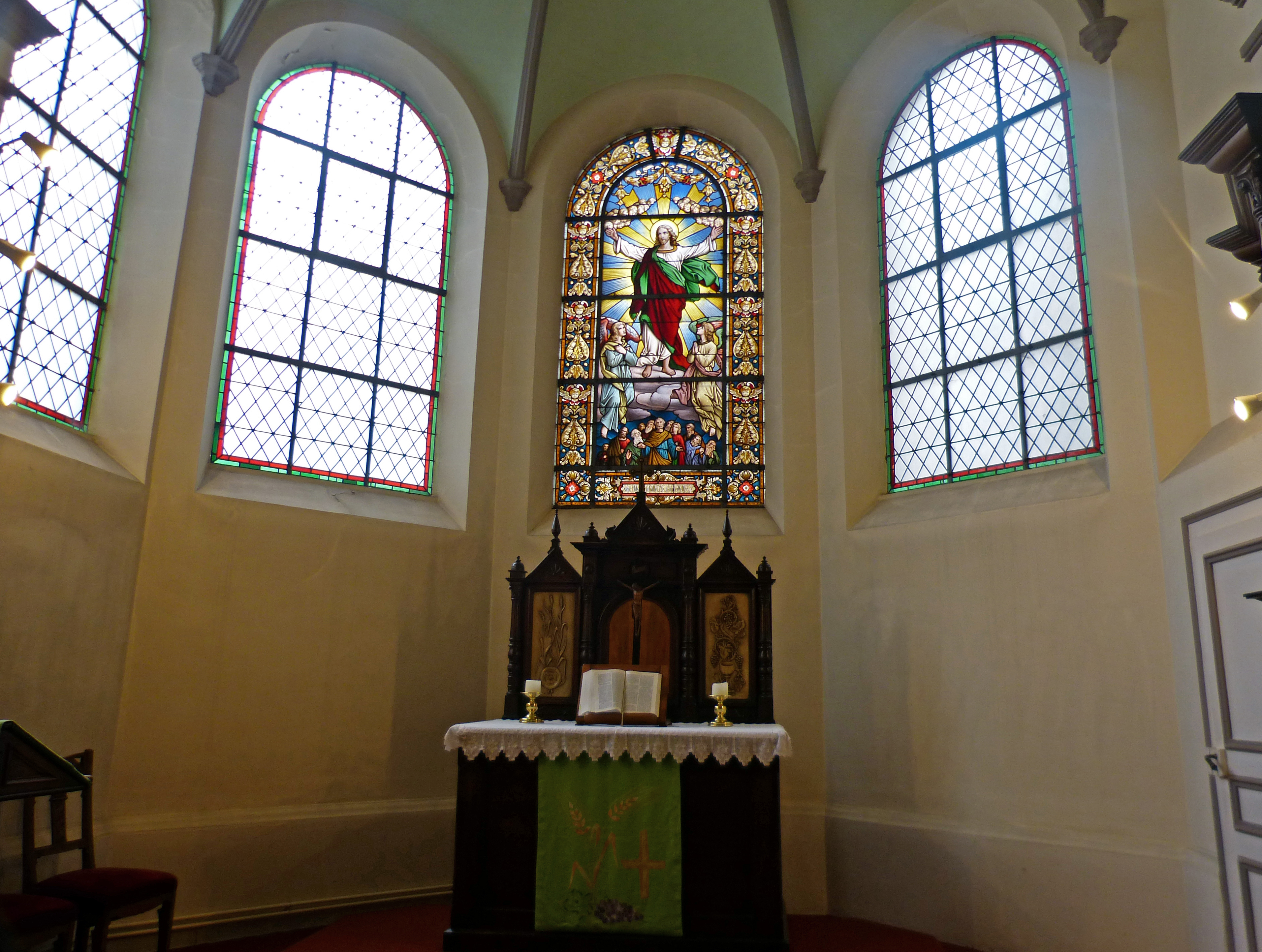
Vue générale
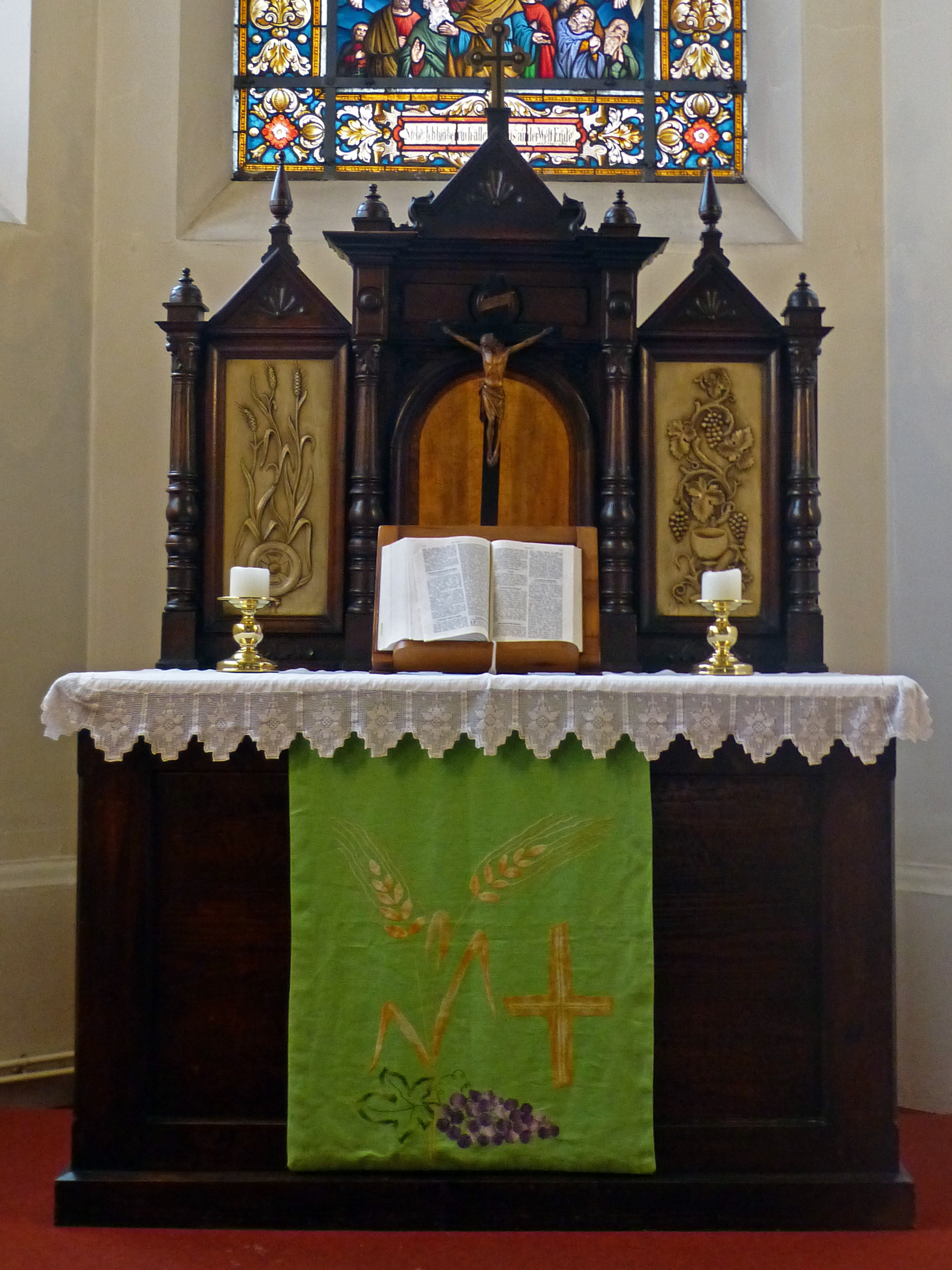
L'autel
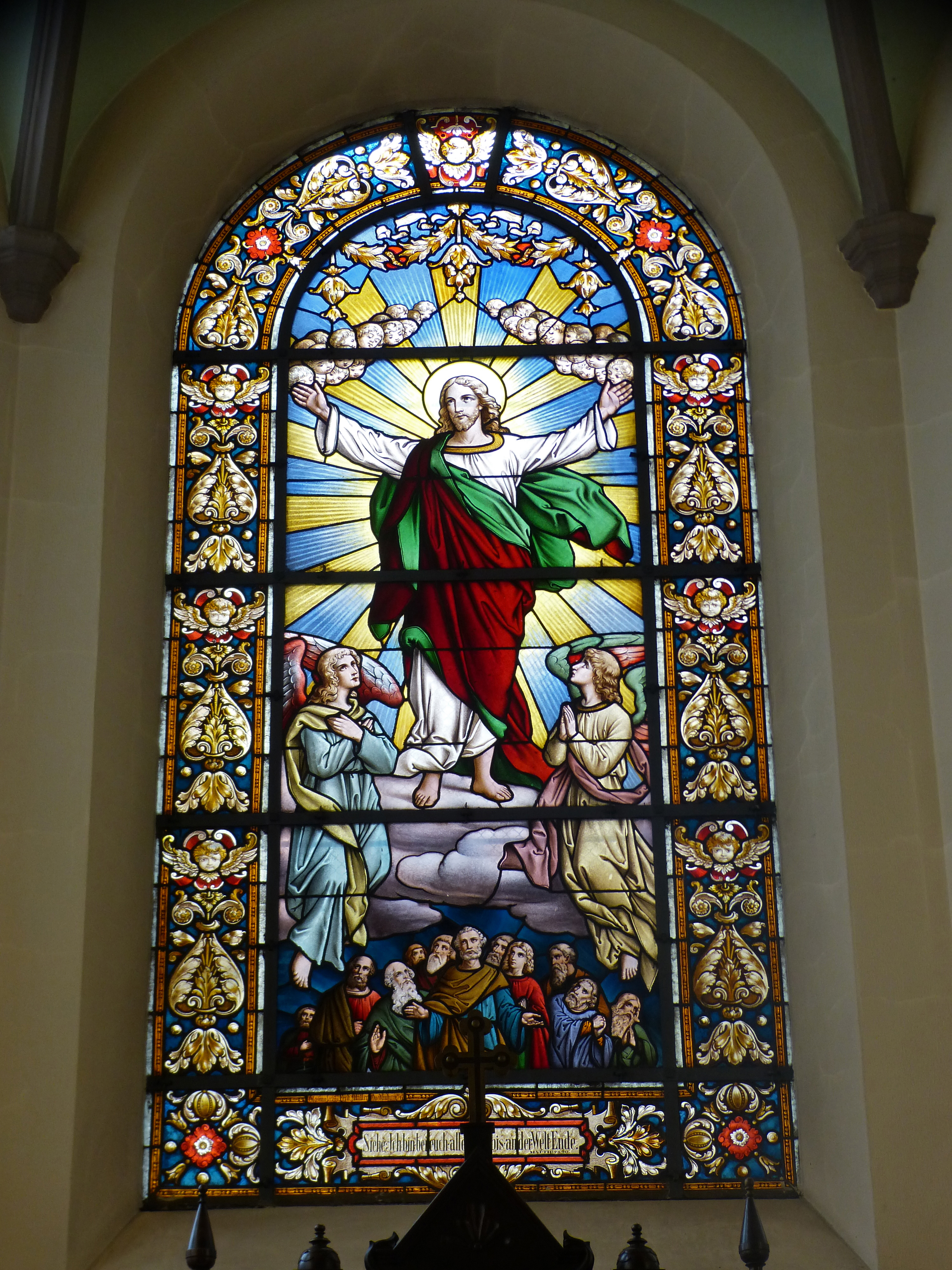
Le vitrail
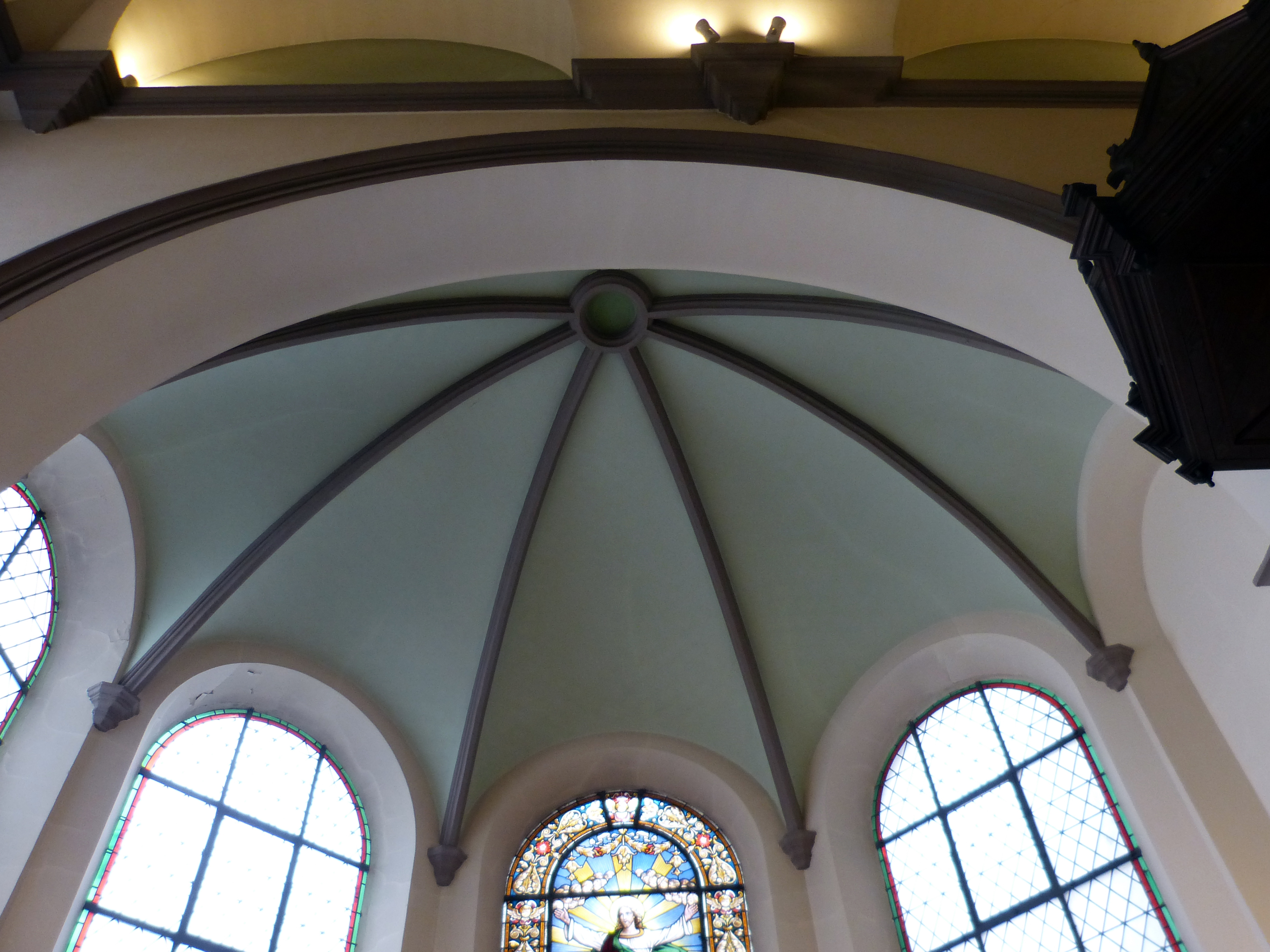
Le plafond

La chaire avec l'inscription en allemand
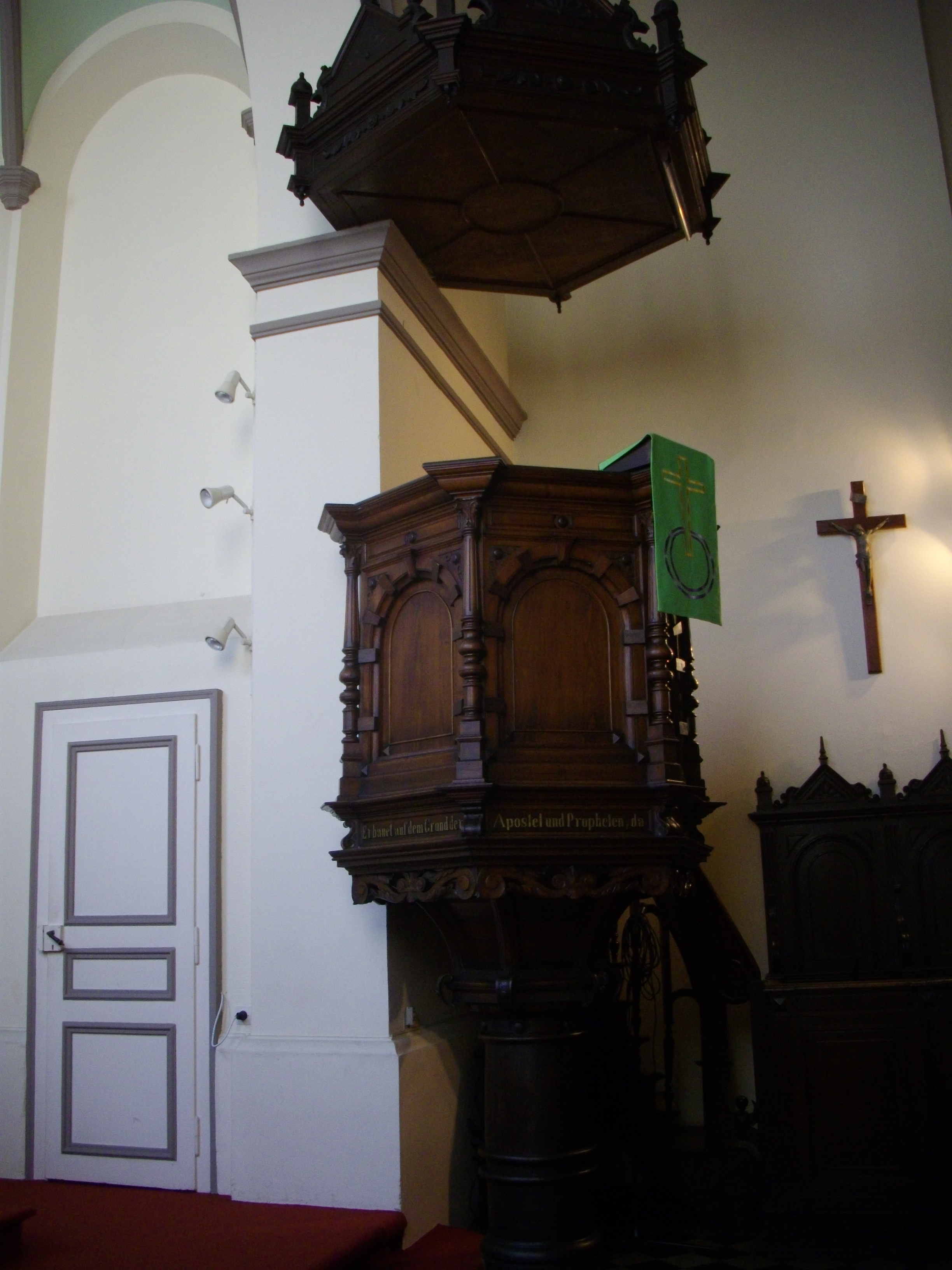
Vue générale
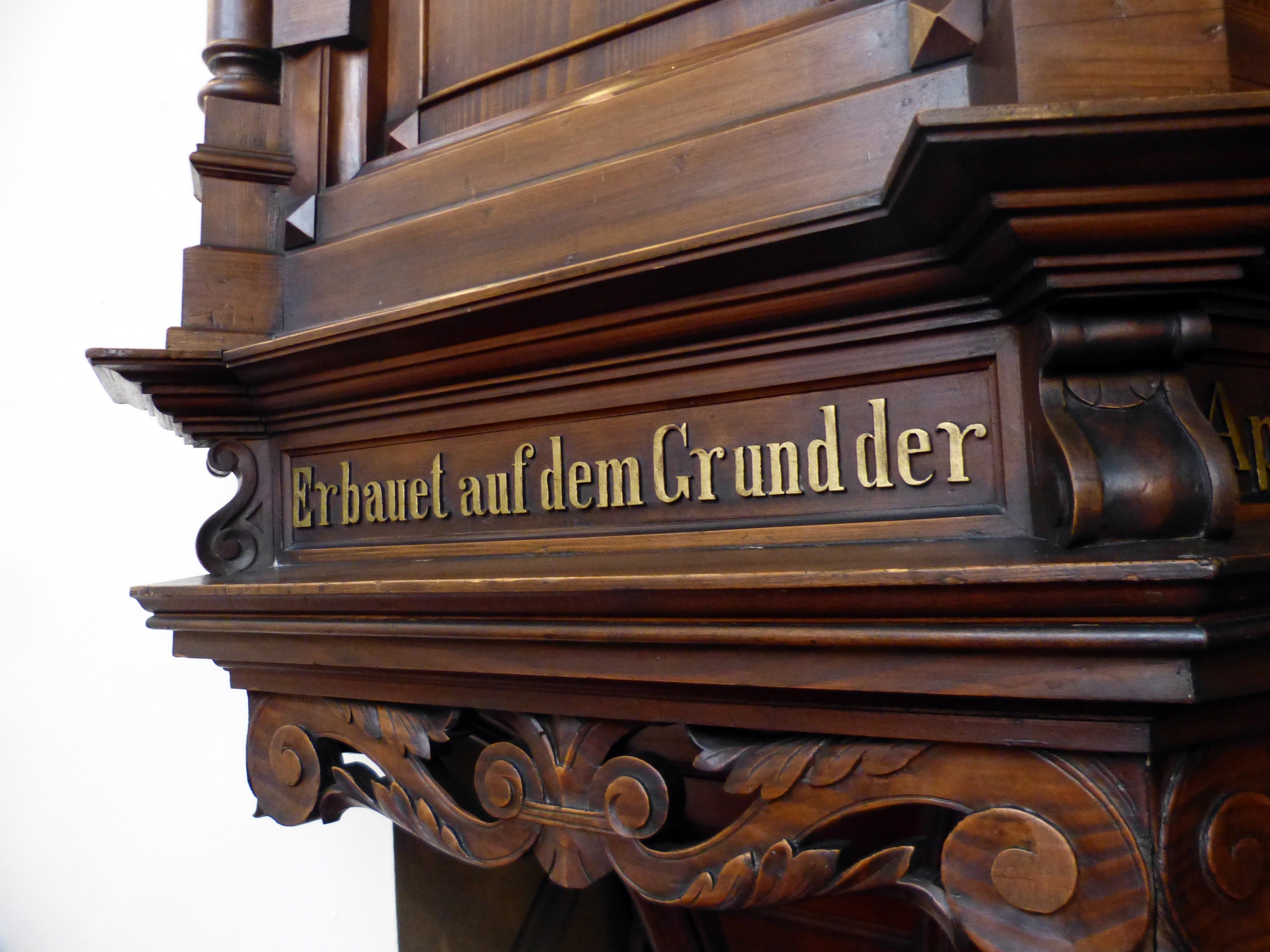
"Et bauet auf dem Grund der"
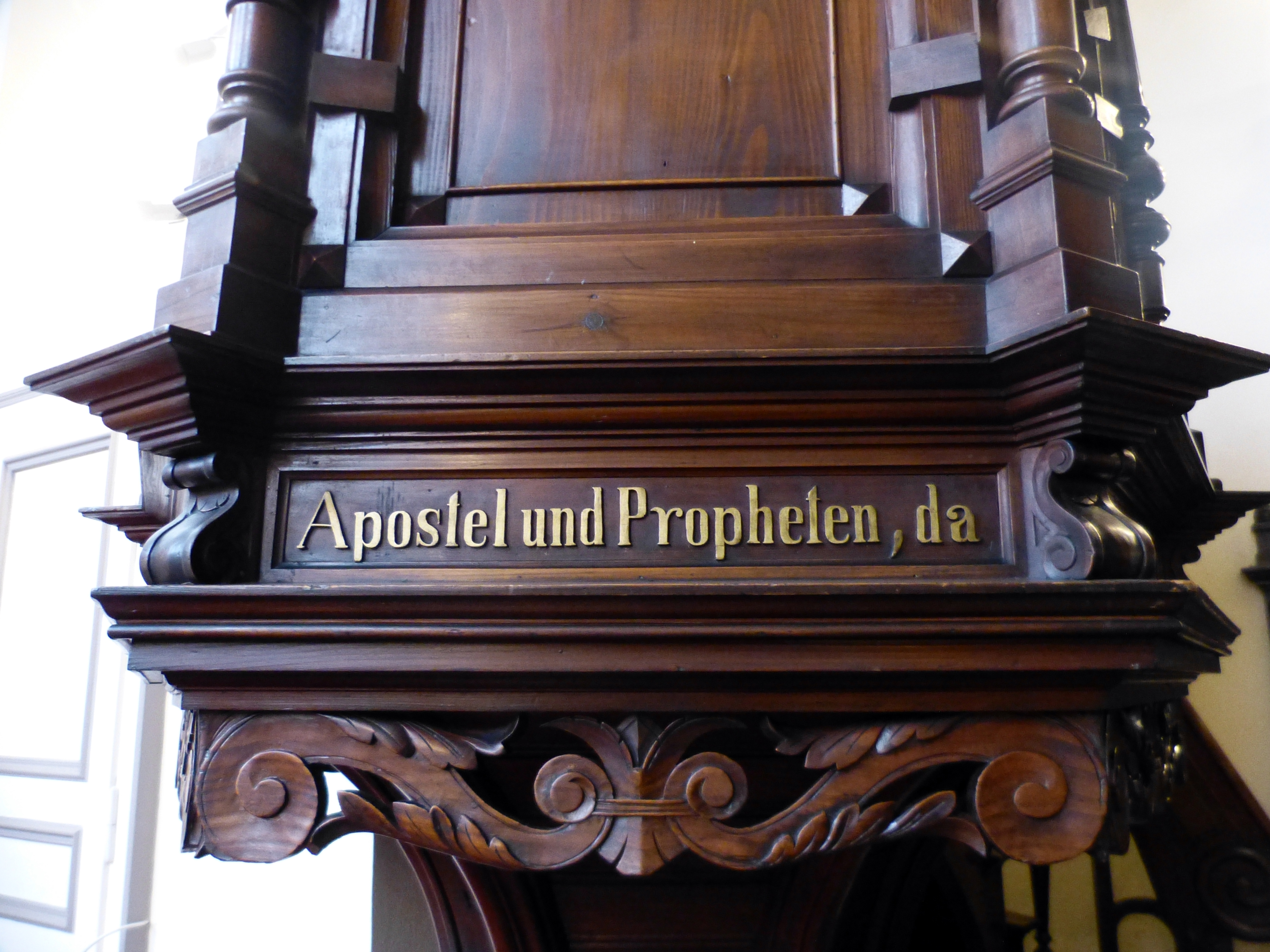
"Apostel und Propheten, da"
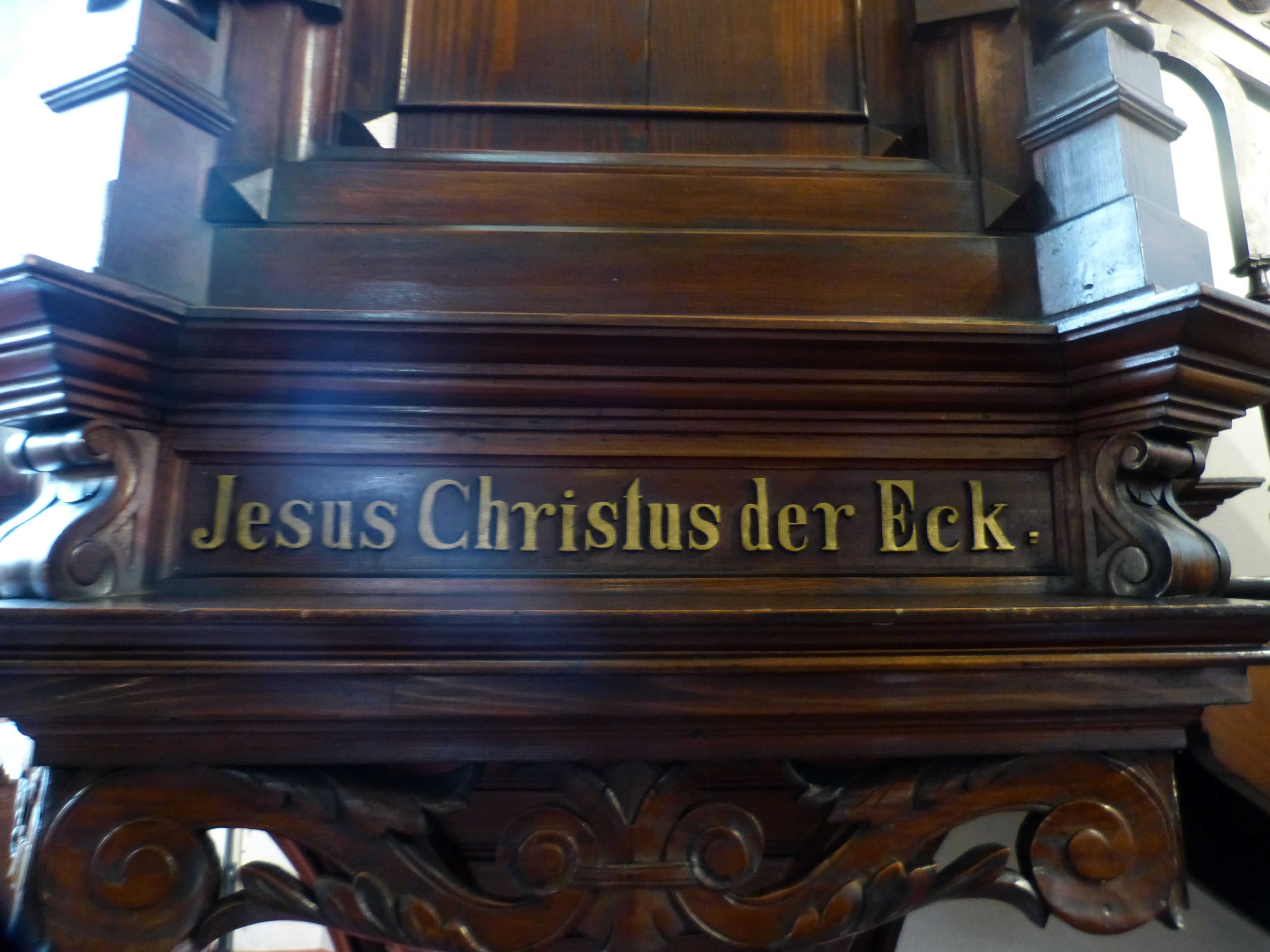
"Jesus Christus der Eck"

Les oculi au plafond
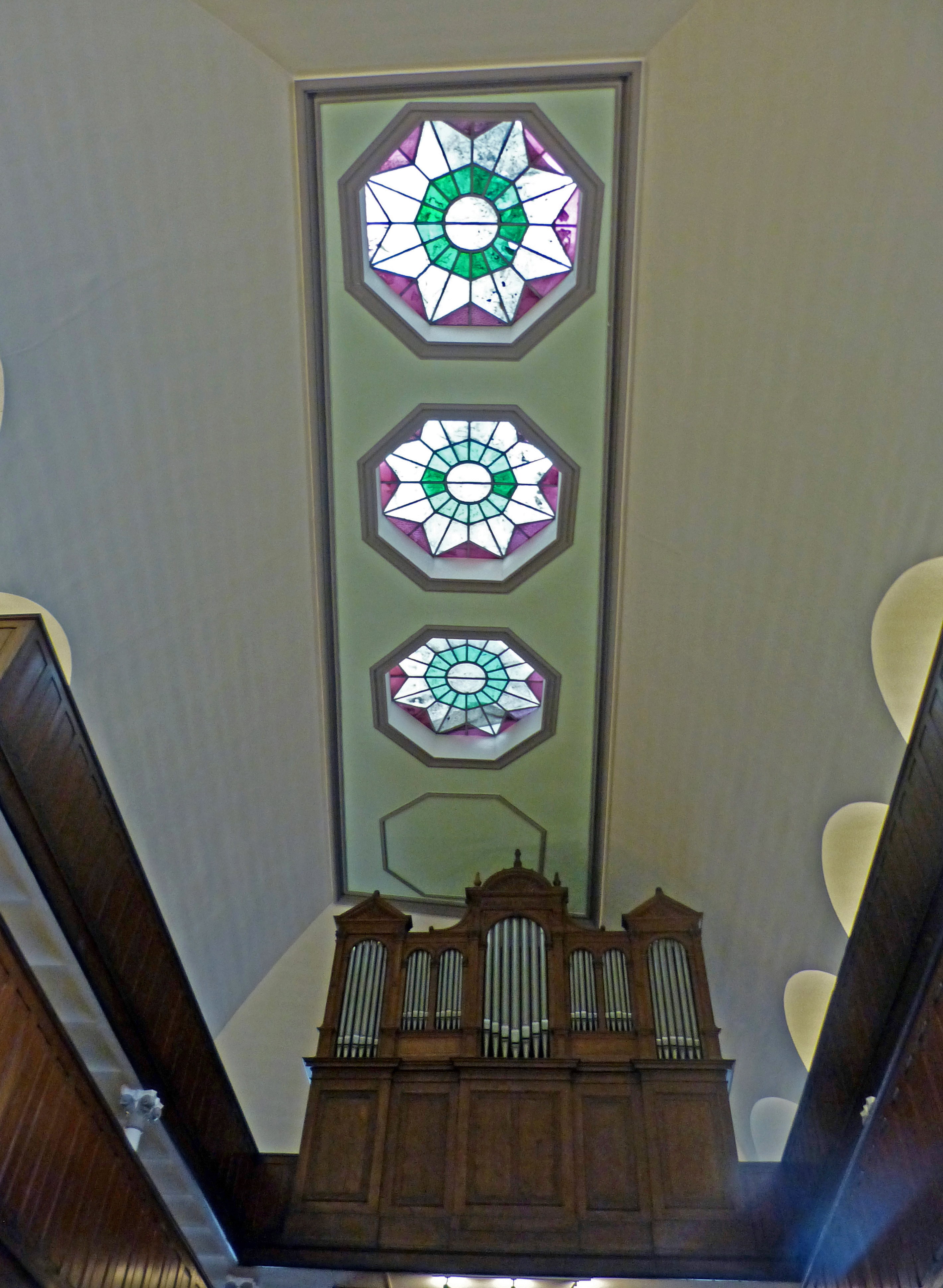
Les oculi et le buffet d'orgue
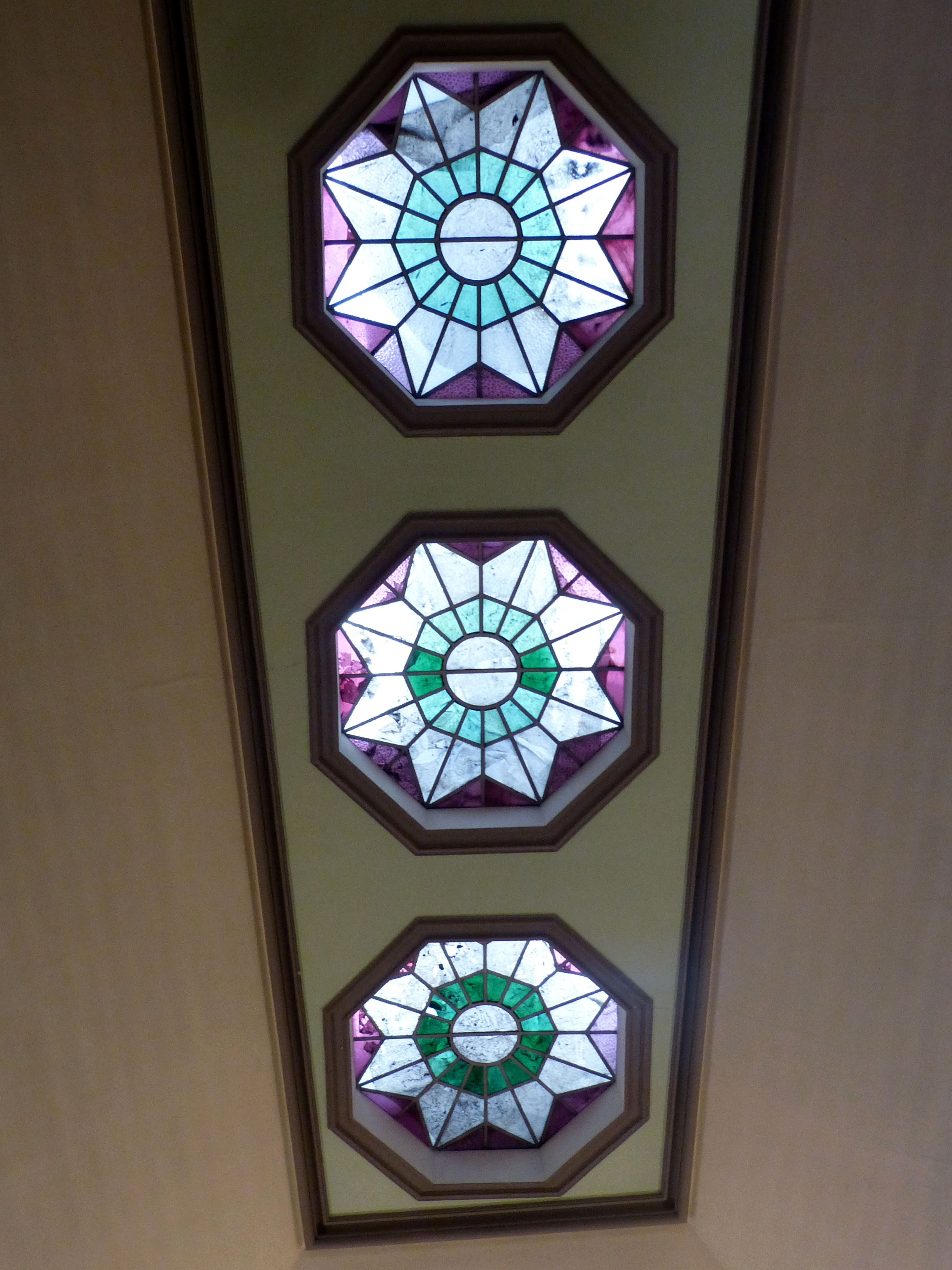
Gros plan
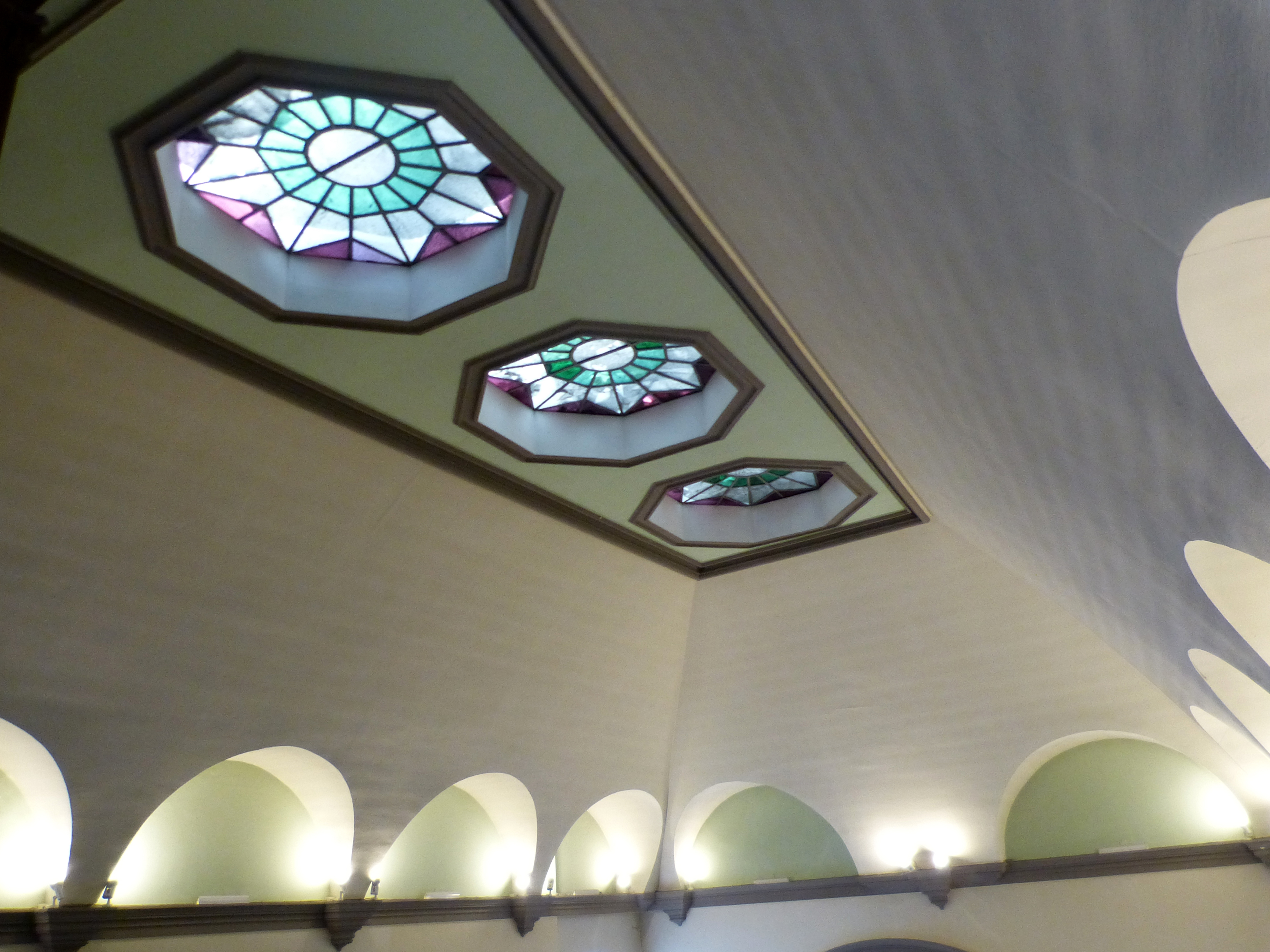
Les oculi vus depuis l'étage

#### Les grandes orgues
Les orgues sont placées au revers de la façade.
La console est constituée de deux claviers de quatre octaves et demie et d'un pédalier de trois octaves. 

Les sonorités se font à l'aide de onze registres : Montre 8', Bourdon 8', Prestant 4', Fourniture 2', Sesquialtera II rgs pour les grandes orgues (clavier supérieur) ; Bourdon 8', Flûte 4', Flageolet 2', Larigot 1' 1/3 pour le positif (clavier inférieur) ; Soubasse 16' , Flûte 8' pour le pédalier.

Les grandes orgues
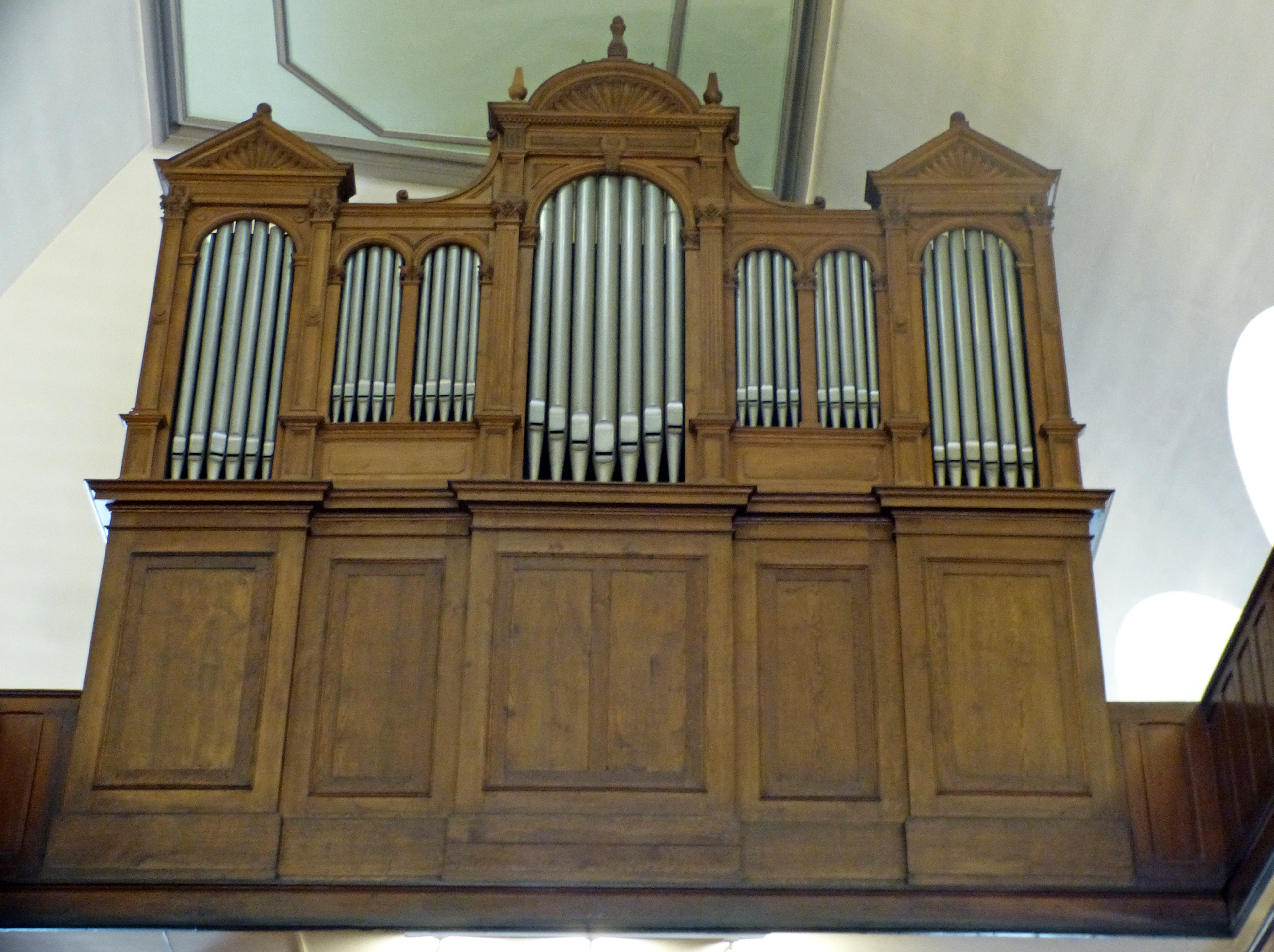
Le buffet
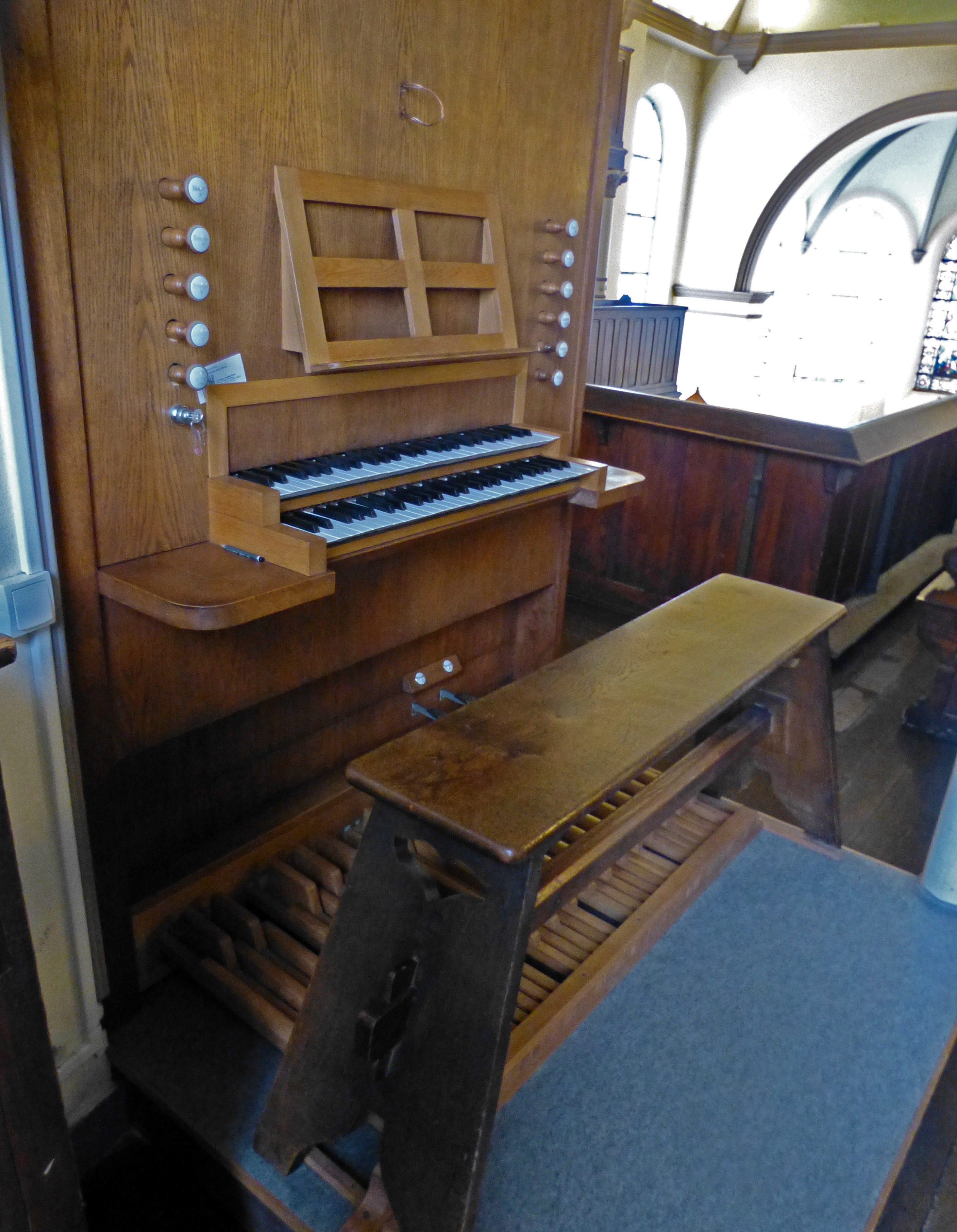
La console
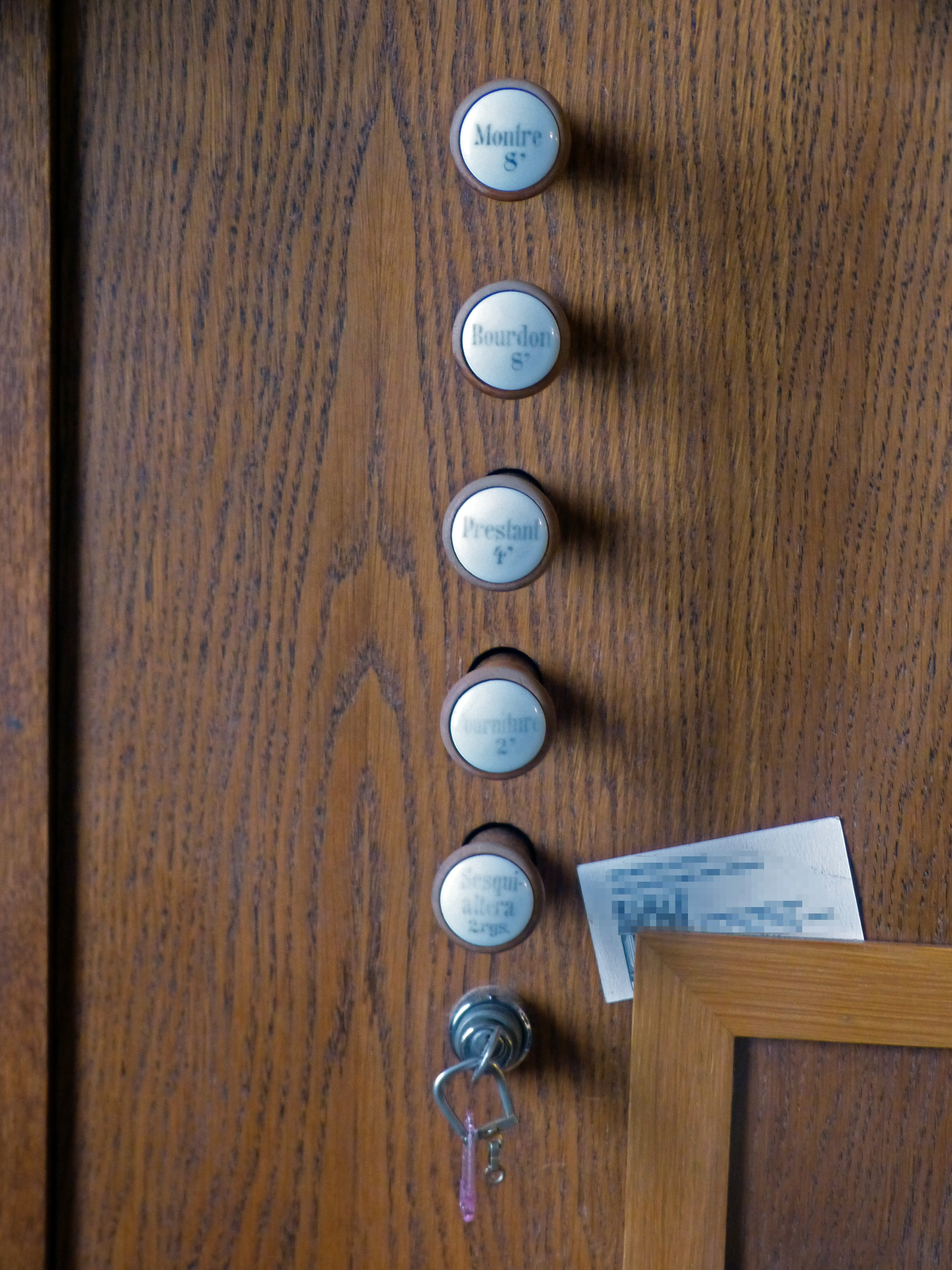
Les registres des grandes orgues
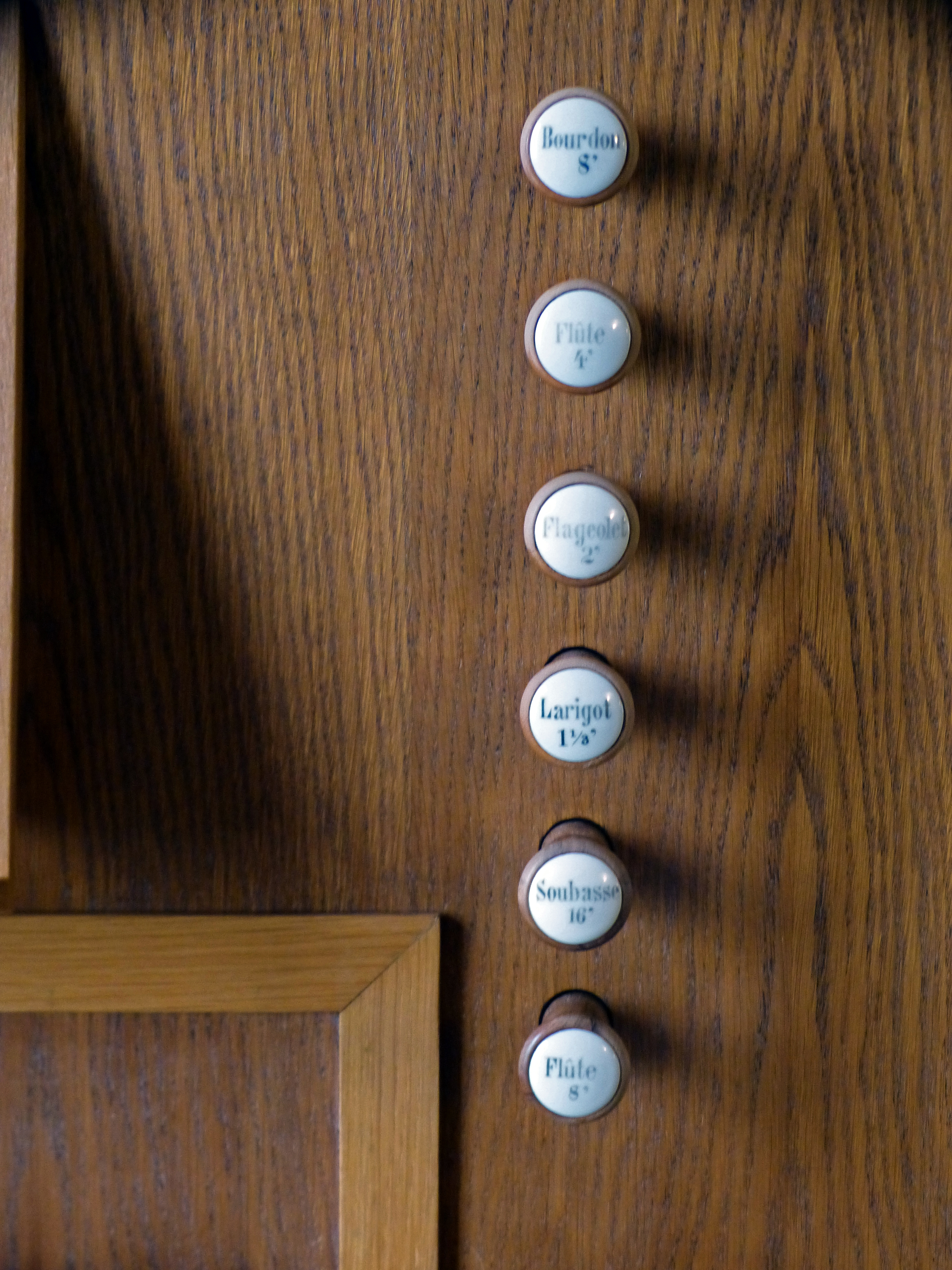
Les registres du positif et du pédalier